# Гормоны
Гормо́ны (др.-греч. ὁρμάω — двигаю, побуждаю, привожу в движение) — биологически активные вещества органической природы, вырабатывающиеся в специализированных клетках желёз внутренней секреции (эндокринные железы), поступающие в кровь, связывающиеся с рецепторами клеток-мишеней и оказывающие регулирующее влияние на обмен веществ и физиологические функции. Гормоны служат гуморальными (переносимыми с кровью) регуляторами определённых процессов в различных органах. Существуют и другие определения, согласно которым трактовка понятия «гормон» более широка: «сигнальные химические вещества, вырабатываемые клетками тела и влияющие на клетки других частей тела». Это определение представляется предпочтительным, так как охватывает не только многие традиционно причисляемые к гормонам вещества: гормоны животных, лишённых кровеносной системы (например, экдизоны круглых червей и др.), гормоны позвоночных, которые вырабатываются не в эндокринных железах (простагландины, эритропоэтин и др.), гормоны растений, но подобное определение также включает, например, такие классы веществ, как эйкозаноиды, стероиды и т.д.
Гормоны оказывают дистантное действие: попадая с потоком крови в различные органы и системы организма, они регулируют деятельность органа, расположенного вдали от синтезирующей их железы, при этом даже очень малое количество гормонов способно вызвать значительные изменения деятельности органа.

## История

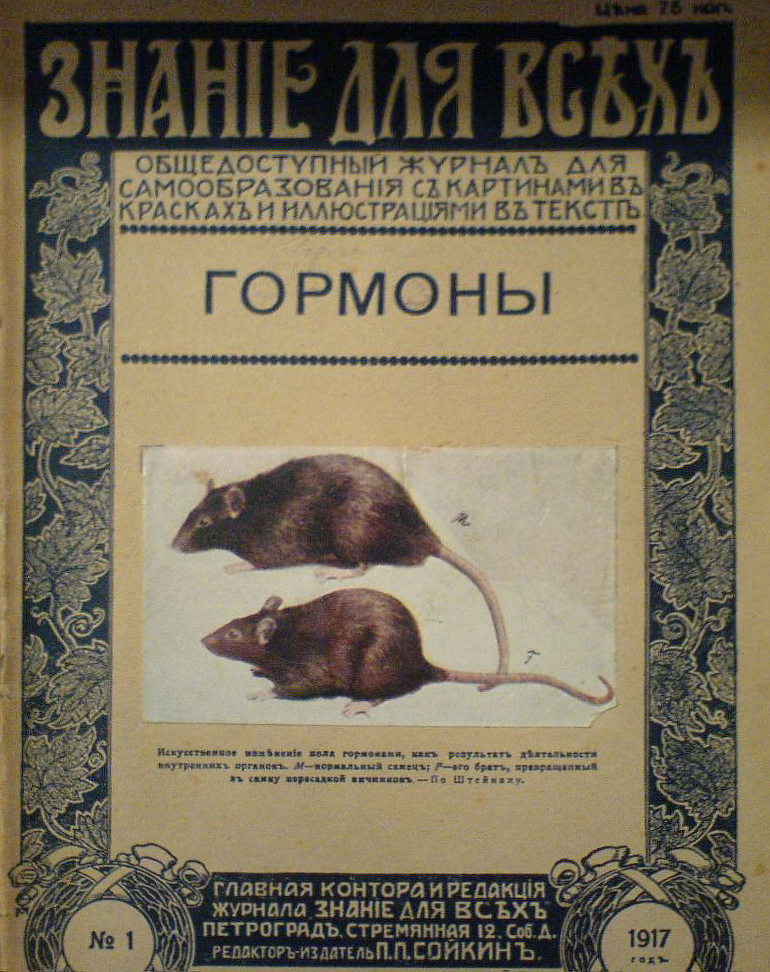
Обложка журнала "Знание для всех" (№01) 1917 года.

Начало активному изучению эндокринных желез и гормонов было положено английским врачом Т. Аддисоном в 1855 году. Аддисон был первым, кто дал описание бронзовой болезни, признаком которой было специфическое окрашивание кожи, а причиной — дисфункция надпочечников.
Другим основоположником эндокринологии является французский медик К. Бернар, который изучал процессы внутренней секреции и соответствующие железы организма — органы, секретирующие в кровь те или иные вещества.
Впоследствии свой вклад в данную отрасль науки внес другой французский врач — Ш. Броун-Секар, увязавший развитие определенных заболеваний с недостаточностью функции желез внутренней секреции и показавший, что при терапии указанных болезней могут быть успешно использованы экстракты соответствующих желез.
Согласно имеющимся на современном этапе результатам исследований, недостаточный или избыточный синтез гормонов негативно влияет на молекулярные механизмы, лежащие в основе регулирования обменных процессов в организме, а это, в свою очередь, способствует развитию практически всех заболеваний желез внутренней секреции.
Собственно термин «гормон» был впервые использован в работах английских физиологов У. Бейлисса и Э. Старлинга в 1902 году.
Исследователи ввели его в ходе изучения гормона секретина, открытого ими же тремя годами ранее. Этот гормон вырабатывается в двенадцатиперстной кишке и отвечает за интенсивность выработки некоторых пищеварительных соков. На данный момент науке известно более 100 вырабатываемых железами внутренней секреции веществ, для которых характерна гормональная активность и которые регулируют обменные процессы.

## Общие принципы функционирования
Внешние или внутренние раздражители того или иного рода воздействуют на рецепторы организма и порождают в них импульсы, поступающие сначала в центральную нервную систему, а затем — в гипоталамус.
В данном отделе мозга вырабатываются первичные активные вещества удаленного гормонального действия — т. н. рилизинг-факторы, которые, в свою очередь, направляются к гипофизу. Характерной их особенностью является тот факт, что их транспортировка по назначению осуществляется не с общим током крови, а посредством портальной системы сосудов.
Под действием рилизинг-факторов либо ускоряется, либо замедляется выработка и выделение тропных гормонов гипофиза.
Последние, попав в кровь и достигнув с ней конкретной эндокринной железы, оказывают влияние на синтез требуемого гормона.
На последнем этапе процесса гормон доставляется по системе кровообращения к тем или иным специализированным органам либо тканям (т. н. «мишеням») и вызывает определенные ответные реакции в организме, будь они физиологическими или, к примеру, химическими.
Заключительный этап, связанный с воздействием гормонов на обмен веществ внутри клетки, в течение довольно продолжительного времени являлся наименее изученным из всех составляющих вышеописанного процесса.
Ныне известно, что в соответствующих тканях-мишенях имеются специфические химические структуры с участками, предназначенными для связывания гормонов — т. н. гормональные рецепторы.
В качестве спецучастков выступают, как правило, углеводные фрагменты гликопротеинов и ганглиозидов.
Связывание гормонов рецепторами вызывает определенные биохимические реакции, за счет чего, собственно, и реализуется итоговый эффект гормона.
Локализация рецепторов при этом зависит от природы гормона: в случае стероидной природы рецепторы расположены в ядре, а в случае белковой или пептидной — на наружной поверхности (плазматической мембране). Вне зависимости от расположения между рецептором и гормоном всегда существует четкое структурное и пространственное соответствие.

## Назначение
Используются в организме для поддержания его гомеостаза, а также для регуляции многих функций (роста, развития, обмена веществ, реакции на изменения условий среды).

### Эффекты гормонов
В соответствии с современными представлениями, для гормонов характерен ряд специфических особенностей их биологического действия:
1. эффекты гормонов проявляются в крайне малых их концентрациях — в диапазоне от 10−6 до 10−12 М;
2. реализация гормонального воздействия осуществляется через белковые рецепторы и внутриклеточные вторичные посредники, называемые также мессенджерами;
3. эффекты гормонов осуществляются посредством изменения скорости либо ферментативного катализа, либо синтеза ферментов — хотя сами гормоны не являются ни ферментами, ни коферментами;
4. центральная нервная система контролирует действие гормонов и оказывает определяющее влияние на их воздействие на организм;
5. между гормонами и железами внутренней секреции, их вырабатывающими, существует как прямая, так и обратная связь, объединяющая их в общую систему.

Гормоны млекопитающих оказывают следующие эффекты на организм:
- стимулируют или ингибируют рост
- влияют на настроение
- стимулируют или ингибируют апоптоз
- стимулируют или ингибируют иммунную систему
- регулируют метаболизм
- подготавливают организм к спариванию, борьбе, бегу и другим активным действиям
- подготавливают организм к следующему жизненному периоду — половому созреванию, родам и к менопаузе
- контролируют репродуктивный цикл
- вызывают чувство голода и насыщения
- вызывают половое влечение

Также гормоны регулируют выработку и секрецию других гормонов. Гормоны также поддерживают постоянство внутренней среды организма (гомеостаз).
Некоторые виды функционального взаимодействия гормонов:
- синергизм– гормоны действуют однонаправленно на одну и ту же функцию (уровень глюкозы в крови повышают глюкагон и адреналин);
- антагонизм– гормоны имеют противоположное действие (глюкагон и инсулин);
- пермиссивное действие– один гормон увеличивает активность других гормонов (глюкокортикоиды увеличивает чувствительность миокарда к катехоламинам (адреналину).

## Рецепторы
Все гормоны реализуют своё воздействие на организм или на отдельные органы и системы при помощи специальных рецепторов к этим гормонам. Рецепторы к гормонам делятся на 3 основных класса:
- рецепторы, связанные с ионными каналами в клетке (ионотропные рецепторы)
- рецепторы, являющиеся ферментами или связанные с белками-передатчиками сигнала с ферментативной функцией (метаботропные рецепторы, например, GPCR)
- рецепторы ретиноевой кислоты, стероидных и тиреоидных гормонов, которые связываются с ДНК и регулируют работу генов.

Для всех рецепторов характерен феномен саморегуляции чувствительности посредством механизма обратной связи — при низком уровне определённого гормона автоматически компенсаторно возрастает количество рецепторов в тканях и их чувствительность к этому гормону — процесс, называемый сенсибилизацией (сенситизацией) рецепторов. И наоборот, при высоком уровне определённого гормона происходит автоматическое компенсаторное понижение количества рецепторов в тканях и их чувствительности к этому гормону — процесс, называемый десенсибилизацией (десенситизацией) рецепторов.
Увеличение или уменьшение выработки гормонов, а также снижение или увеличение чувствительности гормональных рецепторов и нарушение гормонального транспорта приводит к эндокринным заболеваниям.

## Механизмы действия
Когда гормон, находящийся в крови, достигает клетки-мишени, он вступает во взаимодействие со специфическими рецепторами; рецепторы «считывают послание» организма, и в клетке начинают происходить определенные перемены. Каждому конкретному гормону соответствуют исключительно «свои» рецепторы, находящиеся в конкретных органах и тканях — только при взаимодействии гормона с ними образуется гормон-рецепторный комплекс.
Механизмы действия гормонов могут быть разными. Одну из групп составляют гормоны, которые соединяются с рецепторами, находящимися внутри клеток — как правило, в цитоплазме. К ним относятся гормоны с липофильными свойствами — например, стероидные гормоны (половые, глюко- и минералокортикоиды), а также гормоны щитовидной железы. Будучи жирорастворимыми, эти гормоны легко проникают через клеточную мембрану и начинают взаимодействовать с рецепторами в цитоплазме или ядре. Они слаборастворимы в воде, при транспорте по крови связываются с белками-носителями.
Считается, что в этой группе гормонов гормон-рецепторный комплекс выполняет роль своеобразного внутриклеточного реле — образовавшись в клетке, он начинает взаимодействовать с хроматином, который находится в клеточных ядрах и состоит из ДНК и белка, и тем самым ускоряет или замедляет работу тех или иных генов. Избирательно влияя на конкретный ген, гормон изменяет концентрацию соответствующей РНК и белка, и вместе с тем корректирует процессы метаболизма.
Биологический результат действия каждого гормона весьма специфичен. Хотя в клетке-мишени гормоны изменяют обычно менее 1 % белков и РНК, этого оказывается вполне достаточно для получения соответствующего физиологического эффекта.
Большинство других гормонов характеризуется тремя особенностями:
- они растворяются в воде;
- не связываются с белками-носителями;
- начинают гормональный процесс, как только соединяются с рецептором, который может находиться в ядре клетки, её цитоплазме или располагаться на поверхности плазматической мембраны.

В механизме действия гормон-рецепторного комплекса таких гормонов обязательно участвуют посредники, которые индуцируют ответ клетки. Наиболее важные из таких посредников — цАМФ (циклический аденозинмонофосфат), инозитолтрифосфат, ионы кальция.
Так, в среде, лишенной ионов кальция, или в клетках с недостаточным их количеством действие многих гормонов ослабляется; при применении веществ, увеличивающих внутриклеточную концентрацию кальция, возникают эффекты, идентичные воздействию некоторых гормонов.
Участие ионов кальция как посредника обеспечивает воздействие на клетки таких гормонов, как вазопрессин и катехоламины.
Выполнив свою задачу, гормоны либо расщепляются в клетках-мишенях или в крови, либо транспортируются в печень, где расщепляются, либо, наконец, удаляются из организма в основном с мочой (например, адреналин).

## Номенклатура и классификация
В настоящее время имеются довольно подробные сведения о химической природе практически всех гормонов, известных науке, однако общие принципы их номенклатуры все еще не разработаны. Структуру того или иного вещества точно отражает его химическое наименование, однако оно, как правило, громоздко и сложно в употреблении и запоминании; в силу этого чаще применяются тривиальные наименования, которые указывают на источник (к примеру, «инсулин») или на функцию гормона в организме (например, пролактин). Свои рабочие названия имеются у всех гипоталамических гормонов и некоторых гормонов гипофиза.
В том, что касается подразделения гормонов на классы, известна, в частности, анатомическая классификация, которая ассоциирует гормоны с конкретными железами, выполняющими их синтез. По этому основанию выделяют гормоны гипоталамуса, гипофиза, надпочечников и т. п. Следует, однако, заметить, что данная классификация не вполне надежна, поскольку гормоны могут, к примеру, синтезироваться в одной железе, а выбрасываться в кровь — из другой. В связи с этим была разработана альтернативная система, которая опирается на химическую природу гормонов.
По химическому строению известные гормоны позвоночных делят на основные классы:
1. Стероиды
2. Производные полиеновых (полиненасыщенных) жирных кислот
3. Производные аминокислот
4. Белково-пептидные соединения

Структура гормонов позвоночных животных, точнее её основы, встречается у беспозвоночных, растений и одноклеточных организмов. По-видимому, структура гормонов возникла 3,5 млрд лет назад, но приобрела гормональные функции лишь в последние 500 млн лет в филогенезе животного мира. При этом в процессе эволюции изменилась не только структура, но и функции гормональных соединений (Баррингтон, 1987). Наибольшему изменению подверглось химическое строение белково-пептидных гормонов. В большинстве случаев, гомологичный гормон высших позвоночных обладает способностью воспроизводить физиологические эффекты у низших позвоночных, однако обратная картина наблюдается значительно реже.

### Стероидные гормоны
Гормоны этого класса — полициклические химические соединения липидной природы, в основе структуры которых находится стерановое ядро (циклопентанпергидрофенантрен), конденсированное из трёх насыщенных шестичленных колец (обозначают латиницей: A, B и C) и одного насыщенного пятичленного кольца (D). Стерановое ядро обусловливает общность (единство) полиморфного класса стероидных гормонов, а сочетание относительно небольших модификаций стеранового скелета определяет расхождение свойств гормонов этого класса.

### Производные жирных кислот
Данные соединения, отличающиеся нестабильностью и оказывающие местное воздействие на находящиеся поблизости от места их выработки клетки, называются также эйкозаноидами. К ним относятся простагландины, тромбоксаны и лейкотриены.

### Производные аминокислот
Этот класс гормонов составлен преимущественно из производных тирозина: адреналин и норадреналин, тироксин и т. д. Первые два синтезируются надпочечниками, третий — щитовидной железой.

### Белковые и пептидные гормоны
К числу белково-пептидных относятся гормоны поджелудочной железы (глюкагон, инсулин), а также гипоталамуса и гипофиза (гормон роста, кортикотропин и др.). В их состав может входить самое разнообразное количество аминокислотных остатков — от 3 до 250 и более.

## Гормоны человека
Гормоны у человека вырабатываются всю жизнь.
Список наиболее важных:
| Структура                          | Название                                                                                 | Сокращение | Место синтеза                                         | Механизм действия  | Физиологическая роль |
| ---------------------------------- | ---------------------------------------------------------------------------------------- | ---------- | ----------------------------------------------------- | ------------------ | --- |
| триптамин                          | мелатонин (N-ацетил-5-метокситриптамин)                                                  |            | эпифиз                                                |                    | Регуляция сна |
| триптамин                          | серотонин                                                                                | 5-HT       | энтерохромаффинные клетки                             |                    | Регуляция чувствительности болевой системы, «гормон счастья»                                                                                             |
| производное тирозина               | тироксин                                                                                 | T4         | щитовидная железа                                     | ядерный рецептор   | Активация процессов метаболизма |
| производное тирозина               | трийодтиронин                                                                            | T3         | щитовидная железа                                     | ядерный рецептор   | Стимулирование роста и развития организма |
| производное тирозина (катехоламин) | адреналин (эпинефрин)                                                                    |            | мозговой слой надпочечников                           |                    | Мобилизация организма для устранения угрозы |
| производное тирозина (катехоламин) | норадреналин (норэпинефрин)                                                              |            | мозговой слой надпочечников                           |                    | Вызывает увеличение сердечного выброса |
| производное тирозина (катехоламин) | дофамин                                                                                  | DA         | гипоталамус                                           |                    | |
| пептид                             | антимюллеров гормон (ингибирующее вещество Мюллера)                                      | АМГ        | клетки Сертоли                                        |                    | |
| пептид                             | адипонектин                                                                              |            | жировая ткань                                         |                    | |
| пептид                             | адренокортикотропный гормон (кортикотропин)                                              | АКТГ       | передняя доля гипофиза                                | цАМФ               | |
| пептид                             | ангиотензин, ангиотензиноген                                                             |            | печень                                                | IP3                | |
| пептид                             | антидиуретический гормон (вазопрессин)                                                   | АДГ        | гипоталамус (накапливается в задней доле гипофиза)    |                    | Повышение кровяного давления (путём сужения сосудов), снижение количества мочи путём повышения её концентрации                                           |
| пептид                             | предсердный натрийуретический пептид                                                     | АНФ        | Секреторные кардиомиоциты правого предсердия сердца   | цГМФ               | |
| пептид                             | глюкозозависимый инсулинотропный полипептид                                              | ГИП        | K-клетки двенадцатиперстной и тощей кишок             |                    | |
| пептид                             | кальцитонин                                                                              |            | щитовидная железа                                     | цАМФ               | Снижение количества кальция в крови |
| пептид                             | кортикотропин-высвобождающий гормон                                                      | АКГГ       | гипоталамус                                           | цАМФ               | |
| пептид                             | холецистокинин (панкреозимин)                                                            | CCK        | I-клетки двенадцатиперстной и тощей кишок             |                    | |
| пептид                             | эритропоэтин                                                                             |            | почки                                                 |                    | |
| пептид                             | фолликулостимулирующий гормон                                                            | ФСГ        | передняя доля гипофиза                                | цАМФ               | |
| пептид                             | гастрин                                                                                  |            | G-клетки желудка                                      |                    | |
| пептид                             | грелин (гормон голода)                                                                   |            | Эпсилон-клетки панкреатических островков, гипоталамус |                    | |
| пептид                             | глюкагон (антагонист инсулина)                                                           |            | альфа-клетки панкреатических островков                | цАМФ               | Стимулирует в печени превращение гликогена в глюкозу (регулирует таким образом количество глюкозы)                                                       |
| пептид                             | гонадолиберин (гонадотропин-высвобождающий гормон, люлиберин)                            | GnRH       | гипоталамус                                           | IP3                | |
| пептид                             | соматолиберин (соматотропин-высвобождающий гормон, "гормон роста"-высвобождающий гормон) | GHRH       | гипоталамус                                           | IP3                | |
| пептид                             | человеческий хорионический гонадотропин                                                  | hCG, ХГЧ   | плацента                                              | цАМФ               | |
| пептид                             | плацентарный лактоген                                                                    | ПЛ, HPL    | плацента                                              |                    | |
| пептид                             | соматотропный гормон (гормон роста)                                                      | GH or hGH  | передняя доля гипофиза                                |                    | |
| пептид                             | ингибин                                                                                  |            |                                                       |                    | |
| пептид                             | инсулин                                                                                  |            | бета-клетки панкреатических островков                 | Тирозинкиназа, IP3 | Стимулирует в печени превращение глюкозы в гликоген(регулирует таким образом количество глюкозы)                                                         |
| пептид                             | инсулиноподобный фактор роста (соматомедин)                                              | ИФР, IGF   |                                                       | Тирозинкиназа      | |
| пептид                             | лептин (гормон насыщения)                                                                |            | жировая ткань                                         |                    | |
| пептид                             | лютеинизирующий гормон                                                                   | ЛГ, LH     | передняя доля гипофиза                                | цАМФ               | |
| пептид                             | меланоцитстимулирующий гормон                                                            | МСГ        | передняя доля гипофиза                                | цАМФ               | |
| пептид                             | нейропептид Y                                                                            |            |                                                       |                    | |
| пептид                             | окситоцин                                                                                |            | гипоталамус (накапливается в задней доле гипофиза)    | IP3                | Стимулирует лактацию и сокращающие движения матки |
| пептид                             | панкреатический полипептид                                                               | PP         | PP-клетки панкреатических островков                   |                    | |
| пептид                             | паратиреоидный гормон (паратгормон)                                                      | PTH        | паращитовидная железа                                 | цАМФ               | |
| пептид                             | пролактин                                                                                |            | передняя доля гипофиза                                |                    | |
| пептид                             | релаксин                                                                                 |            |                                                       |                    | |
| пептид                             | секретин                                                                                 | SCT        | S-клетки слизистой оболочки тонкой кишки              |                    | |
| пептид                             | соматостатин                                                                             | SRIF       | дельта-клетки панкреатических островков, гипоталамус  |                    | |
| пептид                             | тромбопоэтин                                                                             |            | печень, почки                                         |                    | |
| пептид                             | тироид-стимулирующий гормон                                                              |            | передняя доля гипофиза                                | цАМФ               | |
| пептид                             | тиреолиберин                                                                             | TRH        | гипоталамус                                           | IP3                | |
| глюкокортикоид                     | кортизол                                                                                 |            | кора надпочечников                                    | прямой             | |
| минералокортикоид                  | альдостерон                                                                              |            | кора надпочечников                                    | прямой             | |
| половой стероид (андроген)         | тестостерон                                                                              |            | яички                                                 | ядерный рецептор   | Регулирует развитие мужских половых признаков |
| половой стероид (андроген)         | дегидроэпиандростерон                                                                    | ДГЭА       | кора надпочечников                                    | ядерный рецептор   | |
| половой стероид (андроген)         | андростендиол                                                                            |            | яичники, яички                                        | прямой             | |
| половой стероид (андроген)         | дигидротестостерон                                                                       |            | множественное                                         | прямой             | |
| половой стероид (эстроген)         | эстрадиол                                                                                |            | фолликулярный аппарат яичников, яички                 | прямой             | Регулирует развитие женских половых признаков |
| половой стероид (прогестин)        | прогестерон                                                                              |            | жёлтое тело яичников                                  | ядерный рецептор   | Регуляция менструального цикла у женщин, обеспечение секреторных изменений в эндометрии матки во время второй половины месячного женского полового цикла |
| стерин                             | кальцитриол                                                                              |            | почки                                                 | прямой             | |
| эйкозаноид                         | простагландины                                                                           |            | семенная жидкость                                     |                    | |
| эйкозаноид                         | лейкотриены                                                                              |            | белые кровяные клетки                                 |                    | |
| эйкозаноид                         | простациклин                                                                             |            | эндотелий                                             |                    | |
| эйкозаноид                         | тромбоксан                                                                               |            | тромбоциты                                            |                    | |